# المركز الطبي شامير
المركز الطبي شامير (بالعبرية: המרכז הרפואי שמיר) واسمه سابقًا المركز الطبي أساف هروفيه (بالعبرية: המרכז הרפואי אסף הרופא) هو مستشفىً يقعُ على مساحة 60 فدانًا (24 هكتارًا)، على مسافة 15 كيلومترًا (9.3 ميلًا) جنوب شرق تل أبيب في إسرائيل.

## التاريخ
سمّي المركز الطبي نسبةً لأساف اليهودي، وهو مُؤلف قسم آساف [الإنجليزية] بالإضافة إلى نصٍ طبيٍ مرجعيٍ قديم. أنشئت بناية المركز في عام 1918 لتكون مستشفى عسكري للجيش البريطاني في الأيام الأخيرة من الحرب العالمية الأولى. كانت تقع بالقرب من القاعدة العسكرية البريطانية الضخمة في تسريفين [الإنجليزية] (الصرفند). بعد قيام إسرائيل، حُولت المنشأة إلى مستشفىً إسرائيلي.
خضعت المبارزة الأولمبية الإسرائيلية دليلة هاتوئيل في يوليو (تموز) 2008 للعلاج في غرفة الأكسجين عالي الضغط في المستشفى لتسريع الشفاء من تمزق الرباط الصليبي الأمامي، حيث كانت قادرةً على المنافسة في دورة الألعاب الأولمبية الصيفية 2008 في بكين في الشهر التالي.
تغير اسم المستشفى ليصبح على اسم رئيس الوزراء الإسرائيلي السابق إسحاق شامير في أبريل (نيسان) 2017.

## الخدمات
يعد هذا المركز واحدًا من أكبر المستشفيات في إسرائيل، حيث يضم أكثر من 800 سريرًا. يخدم أكثر من 370,000 شخص في المنطقة الوسطى لإسرائيل. يستعمل أيضًا منشأةً تعليميةً، فالمستشفى جزءٌ من كلية طب ساكلر [الإنجليزية] التابعة لجامعة تل أبيب. يوجد على أرض المستشفى أول وأكبر مدرسةٍ إسرائيلية أكاديميةٍ للتمريض وأقدم مدرسة إسرائيلية للعلاج الطبيعي.